# کوچار داوتیان
کوچار آپرسی داوتیان (ارمنی: Քոչար Ապրեսի Դավթյան؛ زادهٔ ۲۷ فوریهٔ ۱۹۵۷) یک سیاستمدار اهل ارمنستان است که از تاریخ ۱۹۹۵ تا تاریخ ۱۹۹۹ سمت نمایندگی دوره اول مجلس ملی جمهوری ارمنستان را برعهده داشت.

## زندگی‌نامه
در ۲۷ فوریهٔ ۱۹۵۷ در سیسیان به دنیا آمد و از دانشگاه ملی پلی‌تکنیک ارمنستان فارغ‌التحصیل شد. 